# Symbole chińskie
Symbole chińskie - charakterystyczny dla chińskiej kultury system symboli zbudowany w dużej mierze na zasadzie homofonii, która b. często występuje w języku chińskim ze względu na jego ubóstwo fonetyczne. Np. w mandaryńskim, oficjalnym języku Chin występuje zaledwie ok. 1,5 tys. sylab, siłą rzeczy wiele z nich ma zatem nawet po kilkadziesiąt znaczeń. Dwuznaczne bywają także słowa dwusylabowe. 
Drugim ważnym źródłem symboliki jest myślenie magiczne kultywowane m.in. przez taoizm religijny. To ono uczyniło symbol np. długowieczności z sosny, żurawia czy żeń-szenia. 
Symbole pojawią się m.in. w malarstwie, w powiedzeniach, symboliczną wymowę mogą mieć także prezenty. W ostatnich latach z symboli intensywnie korzysta branża reklamowa. 
Chińskie symbole zazwyczaj nie pokrywają się z europejskimi. Np. chryzantema, w Polsce uważana za dekoracyjny kwiat nagrobny, w Chinach jest symbolem młodości. Kolor biały symbolizujący w Europie czystość i niewinność, dla Chińczyków jest barwą żałoby. 
Pod wpływem okcydentalizacji, w ostatnich latach Chiny przyjmują zachodnią symbolikę, np. panny młode kupują sobie białe, zamiast czerwonych, suknie ślubne, co jeszcze kilka dekad temu byłoby kompletnie nie do pomyślenia.
System symboli jest jednak nadal używany w literaturze, filmie itd. Bez znajomości choćby jego podstaw odbiór chińskich dzieł sztuki czy popkultury jest spłycony, a czasami nieznajomość symboli prowadzi do nieporozumień, np. wszechobecność koloru czerwonego w Chinach jest przez laików traktowana jako wpływ komunizmu, podczas gdy jest to tradycyjnie kolor wesela.  
Zdaniem niektórych sinologów i antropologów wieloznaczność, będąca immanentą cechą języka sprawia, że typowe chińskie dzieło sztuki bywa przeciętnie bardziej nasycone znaczeniami, niż przeciętne dzieło zachodnie.

## Przykładowe symbole pozytywne
- butelka i siodło (苹鞍 píng’ān)[1] = pokój i bezpieczeństwo (平安 píng’ān)
- ropucha (蛤 há) = śmiech, radość (哈 hā)
- jeleń (鹿 lù) = awans, pomyślność (禄 lù)
- kielich (爵 jué) = godność (爵 jué)
- koń i perła (mabao) = sukces na egzaminie (mabao)
- nietoperz (蝠 fú) = szczęście, pomyślność (福 fú)
- ryba (鱼 yú) = obfitość, nadmiar (余 yú)

## Przykładowe symbole negatywne
- cztery (四 sì) = śmierć (死 sǐ)
- siedem (七 qī) = gniew (气 qì)
- gruszka (梨 lí) = rozstanie (离 lí)